# Smittina smitti
Smittina smitti is een mosdiertjessoort uit de familie van de Smittinidae. De wetenschappelijke naam van de soort is voor het eerst geldig gepubliceerd in 1874 door Kirchenpauer.